# Habarcq Communal Cemetery Extension
Habarcq Communal Cemetery Extension is een begraafplaats gelegen in de Franse plaats Habarcq (Pas-de-Calais). De militaire graven worden onderhouden door de Commonwealth War Graves Commission.
De begraafplaats telt 561 geïdentificeerde graven waarvan 179 Gemenebest graven uit de Eerste Wereldoorlog, 378 overige graven uit de Eerste Wereldoorlog en 4 Gemenebest-graven uit de Tweede Wereldoorlog.